# Aeroporto di Portorose
L'Aeroporto di Portorose (in sloveno Aerodrom Portorož) si trova lungo la strada statale 111, vicino Pirano, a Sicciole, in Slovenia.
Si tratta del terzo scalo internazionale del Paese e sorge nelle immediate vicinanze del confine con la Croazia, non distante dalle saline di Sicciole.
Esso è utilizzato per voli turistici, d'affari, cargo e per il volo sportivo ed è un hub verso centri turistici dell'Istria.
La pista misura è lunga 1 200 metri e larga 30, anche se è allo studio un progetto per l'estensione a 1 800 × 45 al fine di permettere l'atterraggio e il decollo di aeromobili di grandi dimensioni quali per esempio il Boeing 757.

## Storia
Nacque ai tempi della Jugoslavia nel 1962, quando fu messa in opera la prima pista in erba, successivamente rimpiazzata da un aeroscalo vero e proprio dieci anni più tardi.
L'intera struttura aeroportuale verrà rinnovata.
La aerobase è utilizzata dalla compagnia di cargo Solinair.

## Progetti
Nel 2007 l'Air Serbia, erede della compagnia di bandiera jugoslava JAT, aveva prospettato l'ipotesi di creare delle linee passeggeri con Roma e Belgrado
Nel 2014 la società Air Vallée ha annunciato l'apertura di alcuni voli charter con un Fokker F50 da Portorose a Roma Fiumicino e Salerno, ma i voli non sono mai stati operati per mancanza di prenotazioni.